# Vanderbijlpark
Vanderbijlpark est une ville industrielle de la province de Gauteng en Afrique du Sud.
Fondée en 1949, Vanderbijlpark tient son nom de Hendrik van der Bijl, industriel et ingénieur électrique sud-africain. 
L'entreprise Vanderbijlpark Steel, partie intégrante, désormais, de la société ArcelorMittal, y a son origine. Avec les villes voisines de Vereeniging et de Sasolburg, elle forme le Triangle du Vaal, une grande région industrielle de l'Afrique du Sud, au sud de Johannesburg. 
Les townships noirs historiques de Boipatong, Bophelong, Sebokeng, Evaton et Sharpeville sont proches de la ville. La cité de Vanderbijlpark abrite également l'entreprise Cape Gate (Pty) Ltd, dans l'industrie du fil.

## Démographie
Selon le recensement de 2011, la commune de Vanderbijlpark compte 95 840 habitants, majoritairement blancs (54,44%) alors que les noirs représentent 42,52 % des habitants. 
L'afrikaans est la langue maternelle majoritairement utilisée par la population locale (50,99%) devant le sesotho (19,95%) et l'anglais (10,02%). 

## Administration
Située dans le district de Sedibeng, Vanderbijlpark est rattaché administrativement à la municipalité d'Emfuleni

## Relations internationales

### Jumelages
La ville de Vanderbijlpark est jumelée avec:
 Eindhoven, Pays-Bas